# سند تاریخی

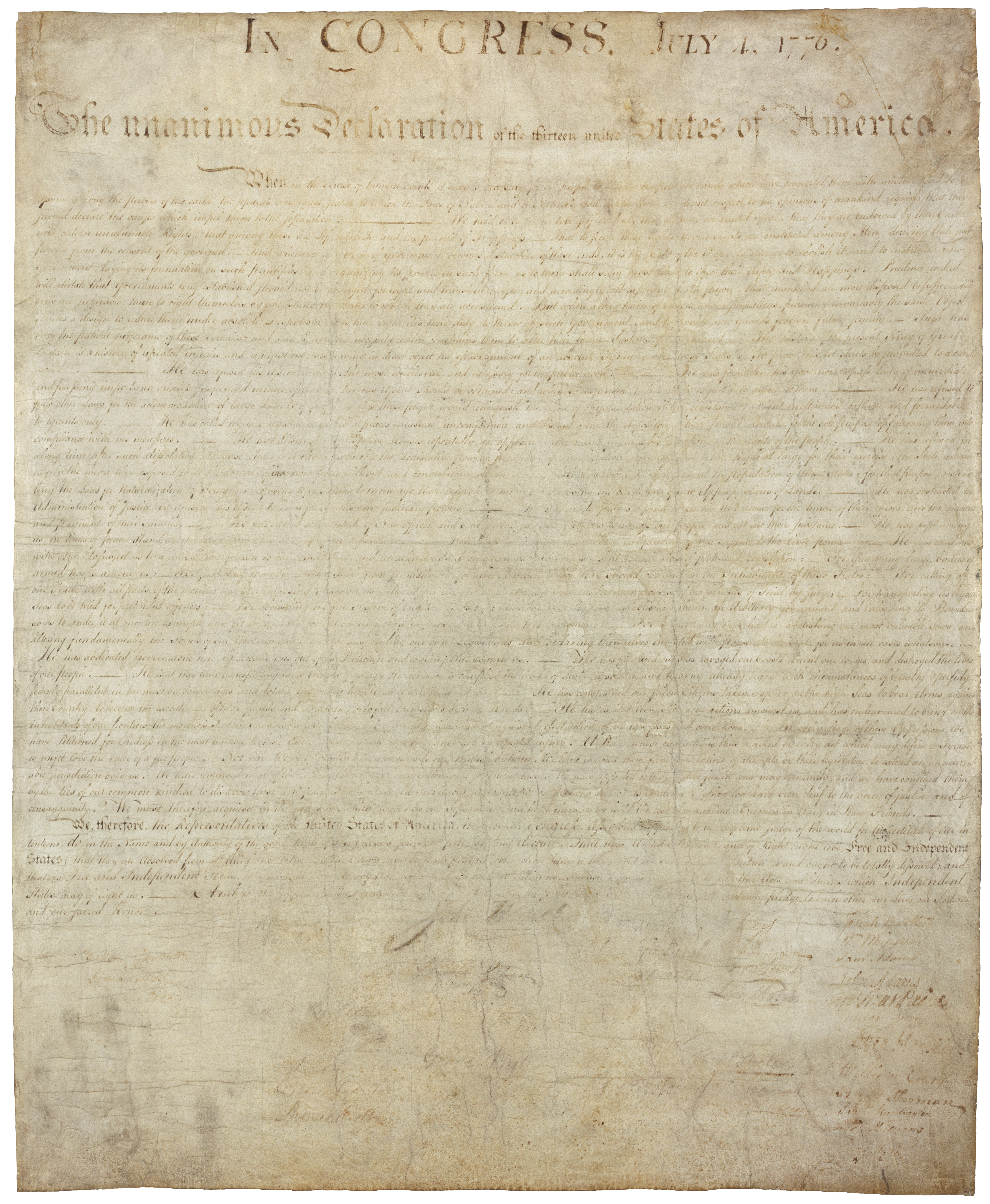
یک کپی از اعلامیه استقلال ایالات متحده

اسناد تاریخی اسنادی هستند که حاوی اطلاعات مهم تاریخی دربارهٔ یک شخص، مکان یا رویداد بوده و می‌توانند به‌عنوان منابع دست اول برای روش‌شناسی تاریخی به‌کار روند.

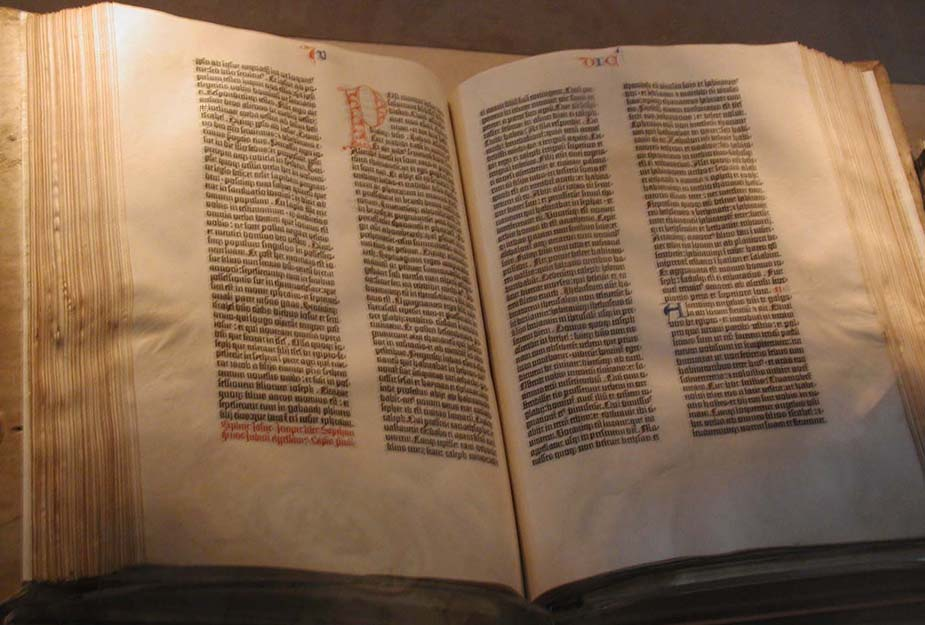
کتاب مقدس گوتنبرگ چاپ شده در دهه ۱۴۵۰، که در کتابخانه کنگره ایالات متحده به نمایش گذاشته شده‌است

اسناد تاریخی می‌تواند مدارک، قوانین، گزارش نبردها (که اغلب توسط گروه پیروز یا افرادی که دیدگاه خود را به اشتراک می‌گذارند) یا سوءاستفاده‌های افراد یا گروه‌های بانفوذ و قدرتمند باشد. اگرچه این اسناد دارای اهمیت تاریخی هستند، اما جزئیات زندگی روزمره مردم عادی یا نحوه عملکرد جامعه را بیان نمی‌کنند. مردم‌شناسان، مورخان و باستان‌شناسان عموماً بیشتر به اسنادی علاقه‌مند هستند که زندگی روزمره مردم عادی را توصیف می‌کنند، و نشان می‌دهند که آن‌ها چه می‌خوردند، چگونه زندگی می‌کنند، و تعامل‌شان با سایر اعضای خانواده و گروه‌های اجتماعی، و حالات روحی آن‌ها چگونه بوده‌است. این اطلاعات به آن‌ها اجازه می‌دهد تا تلاش کنند تا نحوه عملکرد جامعه را در هر زمان خاص از تاریخ درک و توصیف کنند. استرابون یونانی نمونه‌های خوبی از اسناد تاریخی از «مردم عادی» ارائه داده‌است.
بسیاری از اسنادی که امروزه تولید می‌شوند، مانند نامه‌های شخصی، تصاویر، قراردادها، روزنامه‌ها و مدارک پزشکی، در آینده اسناد تاریخی ارزش‌مندی به‌حساب خواهند آمد. البته بسیاری از آن‌ها در آینده از بین خواهند رفت، زیرا یا بر روی کاغذ معمولی با طول عمر محدود چاپ می‌شوند، یا حتی در فرمت‌های دیجیتال ذخیره می‌شوند، و با گذشت زمان ممکن است مخدوش شوند.
برخی از شرکت‌ها و نهادهای دولتی با در نظر گرفتن مسائل مربوط به حفظ و نگهداری و چاپ اسناد به گونه‌ای که احتمال بقای آن‌ها را افزایش می‌دهد، یا طبقه‌بندی اسناد منتخب، در تلاش هستند تا تعداد اسنادی را که در گذر زمان ممکن است از بین بروند را در کپسول‌های زمان یا سایر محیط‌های ذخیره‌سازی خاص (اطلاعات) حفظ کنند.